# 作陽短期大学
作陽短期大学（さくようたんきだいがく、英語: Sakuyo Junior College、公用語表記: 作陽短期大学）は、岡山県倉敷市玉島長尾3515に本部を置く日本の私立大学。1930年創立、1951年大学設置。大学の略称は作短。

## 概観

### 大学全体
- 作陽短期大学は、岡山県倉敷市内にある日本の私立短期大学。学校法人作陽学園（wikidata）により1951年に設置された。かつては津山市に本部があり、岡山市に情報処理学科のキャンパスがあったが、一部くらしき作陽大学に改組されてからは、津山キャンパスが消滅。さらに、情報処理学科の廃止で、現在くらしき作陽大学と同じ倉敷キャンパスのみとなっている。

### 建学の精神（校訓・理念・学是）
- 作陽短期大学の教育方針
  - 宗教的情操教育を重視し、大乗仏教の教義に基づく、慈悲と智恵を理想とし、「以和為貴」・「以礼為本」の精神を備えた円満な人格を育成すること。

### 教育および研究
- 作陽短期大学では、「大乗仏教から学ぶ人間形成」という名称の宗教科目や創立者の教えが必修とされている[4]。

### 学風および特色
- 作陽短期大学は系列のくらしき作陽大学に設置されている学科と同類のものがあり、短大卒業後にその大学に編入学する学生も多い。
- 2005年 財団法人短期大学基準協会の第三者評価の結果、「適格」認定を受けている。

## 沿革
- 1951年 作陽短期大学開学。当初は津山市にあった。家政学科を設置。
- 1962年 保育科を増設：在籍者数女子83[5][6]
- 1963年 音楽科を増設：在籍者数30（うち男子3）[5][7]。音楽科に男子学生の在籍が確認できたことにより、史実上初めて男女共学となっている。
- 1967年 専攻科音楽専攻を設置。
- 1968年 専攻科に保育専攻を設置。
- 1970年 保育科を幼児教育学科と改称。保育専攻を幼児教育専攻に改称。
- 1971年 家政学科を専攻分離する。学生数：女93[5][8]
  - 家政専攻
  - 食物栄養専攻
- 1987年 情報処理学科を増設。学生数：男23 女108[5][9]
- 1997年 音楽科のキャンパスを倉敷に移転。家政学科と幼児教育学科の学生が卒業時に津山キャンパスを閉鎖。
- 1999年 3月29日をもって家政学科、幼児教育学科が正式に廃止される[10]。
- 2003年 3月31日をもって情報処理学科を正式に廃止[10]。
- 2009年4月1日 作陽音楽短期大学に名称変更。音楽科を音楽学科に改称[10]。
- 2015年 音楽学科に以下の2専攻を置く。
  - 音楽専攻
  - 幼児教育専攻[11]
- 2020年4月1日 作陽短期大学に名称変更。音楽科を音楽学科に改称[12]。

## 基礎データ

### 所在地
- 倉敷キャンパス（岡山県倉敷市玉島長尾3515）
- 旧・岡山キャンパス（岡山県岡山市矢津2050-13）
- 旧・津山キャンパス（岡山県津山市八出1366）

## 教育および研究

### 組織

#### 学科
- 音楽学科
  - 音楽専攻
  - 幼児教育専攻

##### 過去にあった学科
- 家政学科
  - 家政専攻[1]
  - 食物栄養専攻[1]1997年度よりくらしき作陽大学に移行される。
- 幼児教育学科[1][2]
- 情報処理学科[3]「情報デザイン」と「ビジネス」の各コースからなっていた。

#### 専攻科
- 音楽専攻：修業年限は昼間部1年制。

##### 過去にあった課程
- 幼児教育専攻：修業年限は昼間部1年制となっていた。

#### 別科
- なし

##### 取得資格について
教職課程
- 中学校教諭二種免許状が設置されている。
  - 音楽：音楽学科。2015年度より音楽学科音楽専攻
  - 家庭：かつての家政学科家政専攻に設置されていた。
- 幼稚園教諭二種免許状：かつての幼児教育学科にて設置されていた。2015年に音楽学科幼児教育専攻が新設されたことにより復活した[13]。

資格
- 栄養士資格：かつての家政学科食物栄養専攻にて設置されていた。
- 保母資格：かつての幼児教育学科にて設置されていた。2015年に音楽学科幼児教育専攻が新設されたことにより復活した[13]。

## 学生生活

### 部活動・クラブ活動・サークル活動
- 作陽短期大学のクラブ活動：ほぼ全て、大学と合同となっている。

### 学園祭
- 作陽短期大学の学園祭は毎年、概ね11月に行われている。

## 大学関係者と組織

### 大学関係者組織
- 作陽短期大学には、作陽学園の同窓会組織がある。

## 施設

### キャンパス

#### 倉敷キャンパス
- 使用学科：音楽学科
- 使用専攻科：音楽専攻
- 使用附属施設：なし
- 交通アクセス：JR山陽本線新倉敷駅
- 設備：ほぼ全て、大学と共同使用されている。

#### 旧・岡山キャンパス
- 使用学科：情報処理学科
- 使用専攻科：なし

#### 旧・津山キャンパス
- 使用学科：家政学科・幼児教育学科
- 使用専攻科：なし

## 対外関係

### 系列校
- くらしき作陽大学
- 作陽学園高等学校

## 卒業後の進路について

### 就職について
- 音楽学科：芸術家・音楽を活かした職に就く人、一般企業に就職する人など多岐にわたっている。
  - 音楽専攻：2019年6月の学校公表資料によれば60%が進学・留年他となっており、一般企業20%、演奏家12%と続く[14]。
  - 幼児教育専攻：上記資料によれば52.9%が保育所、29.4%が認定こども園に就職している[14]。

### 編入学・進学実績
- これまでの実績では、くらしき作陽大学ほか図書館情報大学などがある。

## 作陽短期大学に関する書物
- 『作陽短期大学のあゆみ1951〜98』 岡山市立図書館に所蔵されている。